# Wikipedia tiếng Ý
Wikipedia tiếng Ý (tiếng Ý: Wikipedia in italiano) là phiên bản tiếng Ý của Wikipedia, bách khoa toàn thư mở. Phiên bản này bắt đầu vào tháng 1 năm 2002 và có 1.927.000 bài viết và hơn 2.660.000 tài khoản đăng ký. 
Hiện tại phiên bản Wikipedia tiếng Ý có số bài viết nhiều thứ tư, sau Wikipedia tiếng Anh và Wikipedia tiếng Đức, Wikipedia tiếng Pháp cũng là một trong ít phiên bản có số bài viết trên 700.000 bài.